# 利勒哈默爾暗殺事件
利勒哈默爾暗殺事件是指1973年7月21日由以色列情報特務局（俗稱摩薩德）所策劃的暗殺行動，地點為挪威利勒哈默爾，目標人物為黑色九月組織首領阿里·哈桑·萨拉马。这次行動以失敗收場，摩薩德不但殺錯人，並且有六名特工被挪威警方拘捕。

## 背景及經過
1972年巴勒斯坦武裝組織黑色九月策動的慕尼黑慘案，導致11名以色列國家級運動員遇害，以色列政府於是進行一次大報復，名為「替天行道」，目標為暗殺所有與慕尼黑慘案相關的人物（包括多名巴勒斯坦人）來報復。摩薩德相信黑色九月成員及武裝17首領阿里·哈桑·萨拉马有參與策劃慕尼黑慘案，並根據情報顯示他身處挪威的利勒哈默爾，於是一支15人分兩小組的特工隊伍出發前往挪威，暗殺小組隊長哈拉里（Harari）亦有前往。
這支暗殺小組分為策劃隊和行動隊。1973年7月21日，摩薩德特工跟蹤目標人物，當時目標人物與一名金髮女子離開電影院。他們兩人正在回家的路上，埋伏已久的特工立即跳出車外，向目標人物開槍，卻發現目標人物並非萨拉马，而是一名摩洛哥籍侍應阿瑪德·布戚基（Ahmed Bouchiki），他當場倒臥在懷孕的妻子旁，特工迅速逃離現場，而阿瑪德·布戚基不久後死亡。挪威警方透過行動隊所使用的車牌號碼發現了他們在奧斯陸的安全屋及罪證，六名特工被挪威警方拘捕，其中一人因證據不足獲釋，其餘五人被判監一年至五年半，哈拉里及其他八名特工成功逃離挪威。被判監的特工於1975年獲釋。

## 結果
这次行動失敗使以色列的大報復曝光，震驚了整個歐洲。以色列總理梅爾夫人立即召回哈拉里，摩薩德亦不得不召回潛伏在世界各地的特工，暗殺行動的步伐減慢。1996年，以色列向布戚基妻子及其女兒提供價值283,000美元的賠償，布戚基前一段婚姻的兒子亦獲得價值118,000美元的賠償。以色列從來沒有正式承擔此事責任。挪威當局在1990年重審此案，並在1998年全球通緝暗殺小組隊長哈拉里，但以色列並沒有引渡他去受審。
摩薩德先後共五次暗殺阿里·哈桑·萨拉马都不成功，在1979年終於成功以汽車炸彈解決萨拉马。